# 苏瓦朗
苏瓦朗（法語：Soirans，法語發音：[swaʁɑ̃]）是法国科多尔省的一个市镇，属于第戎区。

## 地理
苏瓦朗（47°12'24"N, 5°17'19"E）面积4.42 平方千米，位于法国勃艮第-弗朗什-孔泰大區科多尔省，该省份为法国中东部省份，北起奥布省，西接涅夫勒省和约讷省，南至索恩-卢瓦尔省，东南接汝拉省，东临上索恩省，东北部与上马恩省接壤。
与苏瓦朗接壤的市镇（或旧市镇、城区）包括：尚多特尔、普吕韦、特雷克兰、维莱莱波、科隆日和普勒米耶尔。

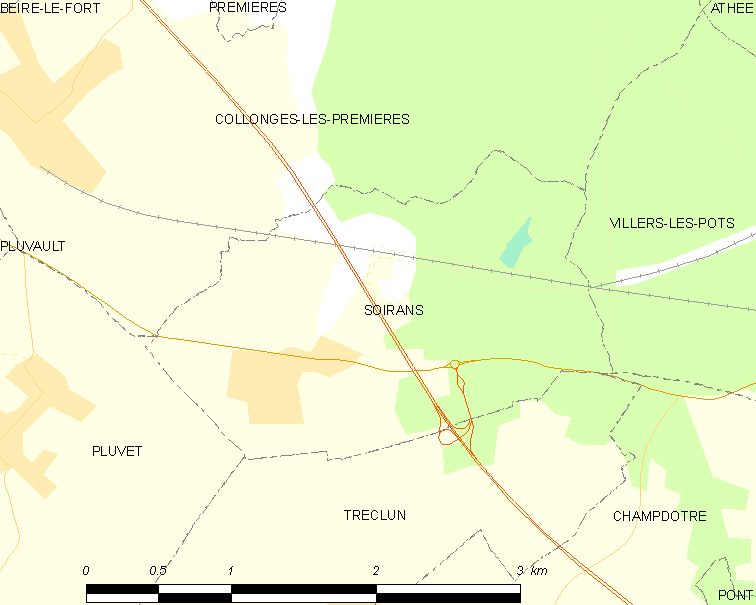
苏瓦朗的OSM定位图

苏瓦朗的时区为UTC+01:00、UTC+02:00（夏令时）。

## 行政
苏瓦朗的邮政编码为21110，INSEE市镇编码为21609。

## 政治
苏瓦朗所属的省级选区为欧克索讷县。

## 人口

1962-2008年间苏瓦朗人口变化图示

苏瓦朗于2022年1月1日时的人口数量为498人。